# Upplands runinskrifter 924
Upplands runinskrifter 924 är en vikingatida runsten av granit i Uppsala domkyrka, Uppsala och Uppsala kommun.  Stenen finns inne i domkyrkan, i De Geerska koret. Den är delvis täckt av golvplattor och pelare.

## Inskriften
Translitterering av runraden:
... aistin + fnþur · sia auk stia + b(r)uþur si(n) + k...
Normalisering till runsvenska:
... Øystæin(?)/Æistæin(?), faður sinn, ok Stæin, broður sinn ...
Översättning till nusvenska:
... [efter] Östen(?), sin fader, och Sten, sin broder ...